# 牧田総合病院
牧田総合病院（まきたそうごうびょういん）は、東京都大田区西蒲田8丁目にある「社会医療法人財団 仁医会」（仁医会グループ）が運営している病院である。正式名称は「社会医療法人財団 仁医会 牧田総合病院」。東京都指定二次救急医療機関である。昭和大学病院との医療連携が強い。

## 概要
1942年（昭和17年）10月に旧大森区旧入新井町（現在の大田区大森北）に「牧田医院」として開業される。
2021年（令和3年）2月に大田区大森北から大田区西蒲田に牧田総合病院（本院）を新築移転した。
大田区西蒲田4丁目には系列病院の「牧田リハビリテーション病院」がある。
大田区大森北にあった旧本院は「大森牧田クリニック」になった。
関連施設として「人間ドック健診センター」、「健診プラザOmori」、「介護老人保健施設 大森平和の里」、「牧田リハビリテーション病院 訪問診療室」(在宅療養支援病院)、「牧田訪問看護ステーション」、「牧田介護サービスセンター」(居宅介護支援事業所)、「牧田はりきゅう治療室」がある。

## 診療科目
- 総合内科
- 循環器内科
- 神経内科
- 呼吸器内科
- 腎臓内科
- 消化器内科
- 糖尿病内科
- 内分泌代謝科
- 血液内科
- 精神科
- 外科
- 乳腺外科
- 整形外科
- 脳神経外科
- 産婦人科
- 泌尿器科
- 肛門外科
- 眼科
- 耳鼻咽喉科
- 歯科口腔外科
- 形成外科
- 皮膚科
- 放射線科
- 麻酔科
- 病理診断科
- 小児科

## 専門外来・専門センター
- 人間ドック健診センター
- 脊椎脊髄センター
- スポーツ専門外来（IERAP）
- 高気圧酸素治療外来
- 高次脳機能外来
- メモリー外来
- 痙縮外来
- 頭痛外来
- 手外科外来
- ペースメーカー外来
- 慢性腎臓病専門外来(CKDサポート外来)
- 膠原病・リウマチ外来
- セカンドオピニオン外来
- ストーマケア外来
- ジャナス女性ケア外来
- 救急センター
- 脳卒中センター
- 脳血管内治療センター
- 消化器病センター
- 内視鏡センター
- 不整脈・失神センター
- 高気圧酸素治療センター
- 肛門病センター
- 血液浄化センター
- 人工関節センター
- 東洋医学課

## 医療機関の指定等
- 保険医療機関
- 救急告示医療機関
- 労災保険指定医療機関
- 身体障害者福祉法指定医の配置されている医療機関
- 精神保健指定医の配置されている医療機関
- 母体保護法指定医の配置されている医療機関
- 指定自立支援医療機関（更生）
- 生活保護法指定医療機関
- 結核予防法指定医療機関

## 交通アクセス
- JR・東急電鉄蒲田駅南口より徒歩4分。
- 所在地：大田区西蒲田8丁目20-1